# Andronikos II Palaiologos
Andronikos II Palaiologos (grekiska: Ἀνδρόνικος Β’ Παλαιολόγος), född 25 mars 1259 i Nikea i Kejsardömet Nicaea, död 13 februari 1332 i Konstantinopel i Östrom, var en bysantinsk kejsare från 1282 till 1328.

## Biografi
Andronikos var intresserad av kyrkopolitiska frågor och medverkade till det uppsving i Bysans' andliga odling, som utmärkte hans tid. Han försummade emellertid sitt lands handel och flotta och utrikespolitiskt förnådde han ej göra sig gällande. Andronikos störtades av sin sonson Andronikos III.